# はこだてクリスマスファンタジー

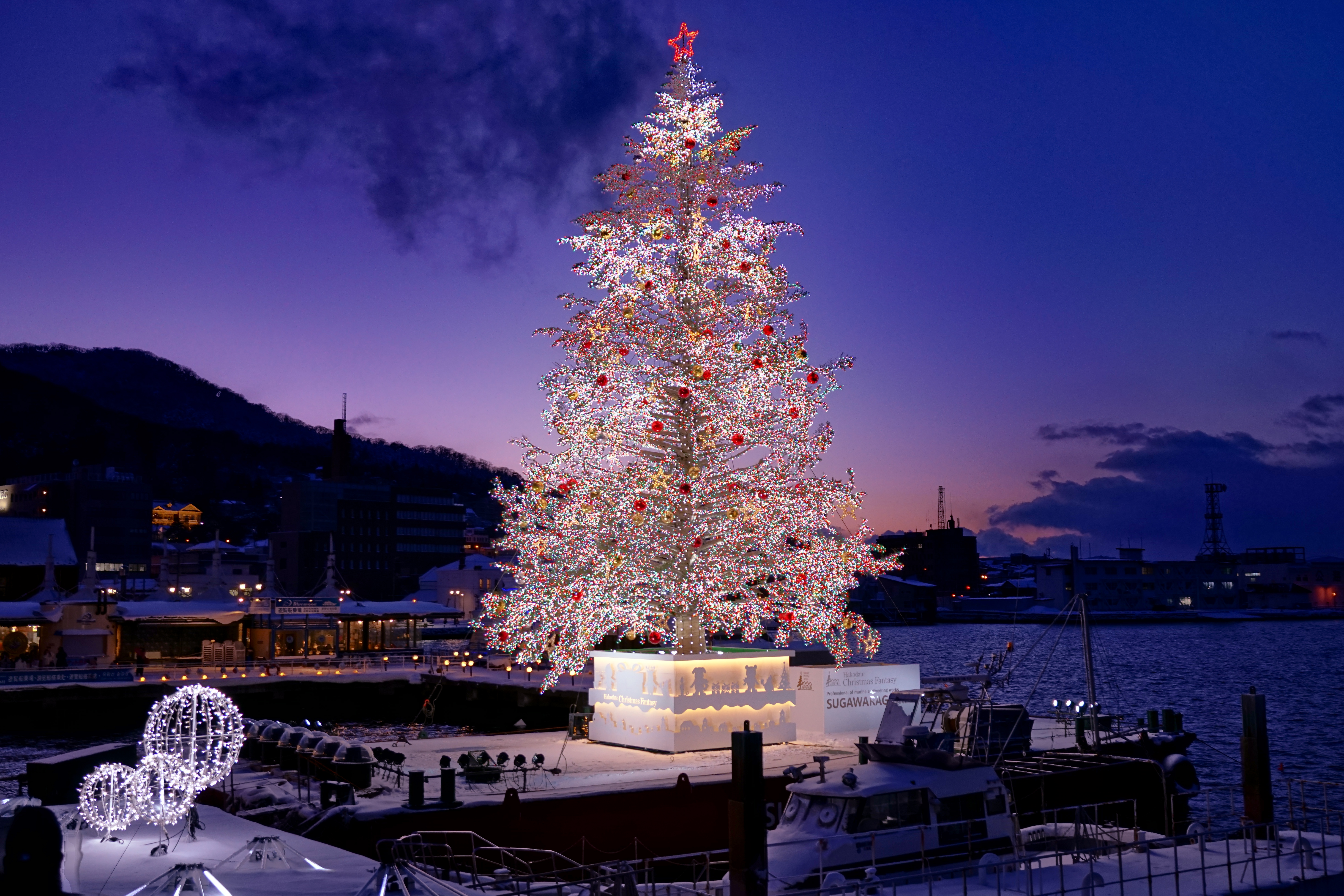
函館港に設置された北海道産トドマツによるクリスマスツリー（2023年）

はこだてクリスマスファンタジー（Hakodate Christmas Fantasy）は、北海道函館市で行われるクリスマスをテーマにした観光誘致を目的にしたイルミネーションイベントである。

## 概要

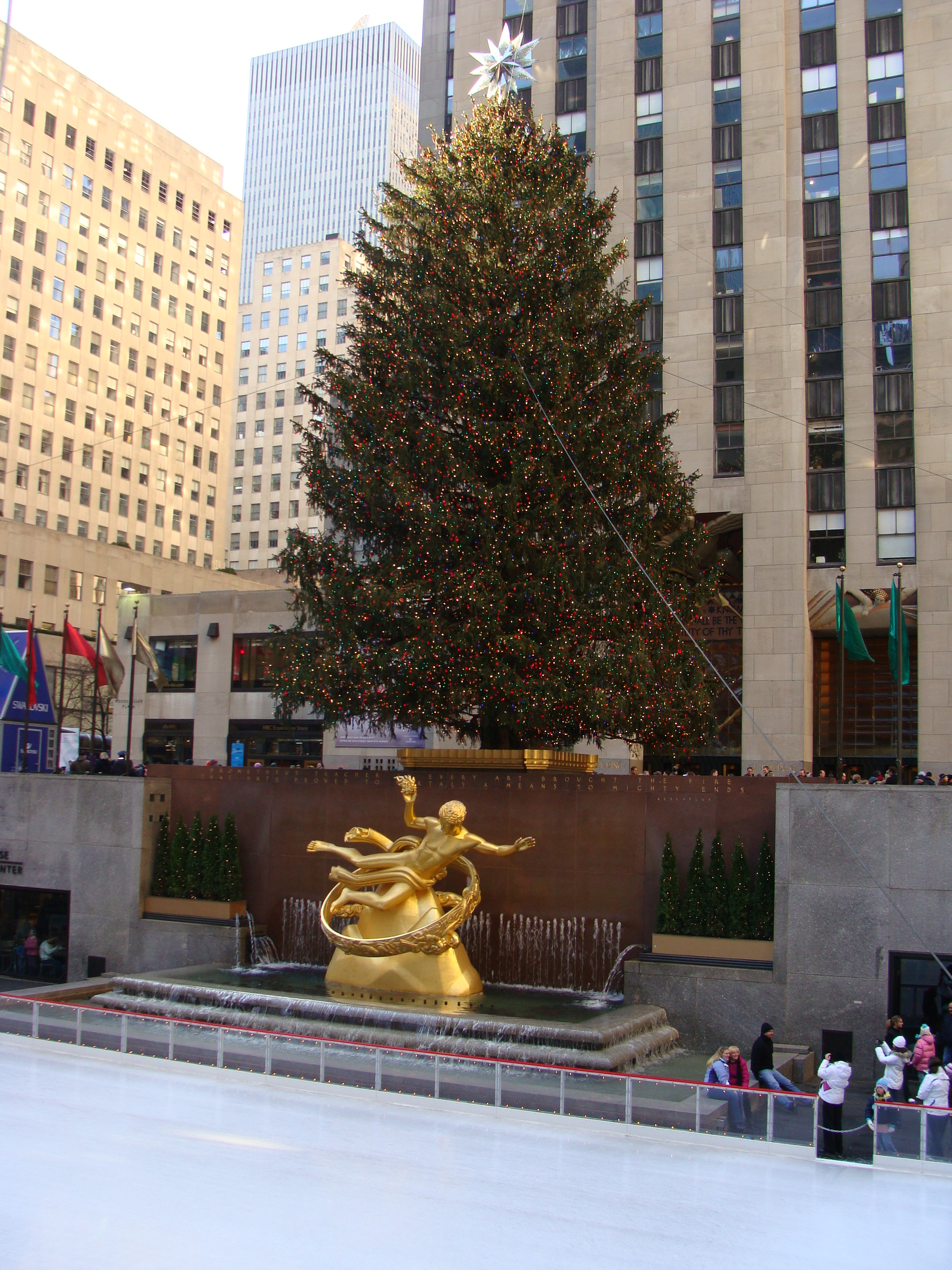
イベントのヒントとなったロックフェラーセンタークリスマスツリー（2009年）

12月1日からクリスマスである12月25日まで実施される。毎年カナダから贈呈される巨大なクリスマスツリーのイルミネーションが著名である。
同イベントは社団法人函館青年会議所が組織する、はこだてクリスマスファンタジー実行委員会が主催となって行われる。始まりは1998年（平成10年）、当時青年会議所理事長を務めていた人物で、当時函館の宿泊稼働率が夏季は100%になるのに対して冬季は50%に達しなかった。冬季稼働率を上げるために映画でみたアメリカ、ニューヨークのロックフェラーセンターのクリスマスツリーをヒントに本物のモミの木を飾り集客することを計画した。クリスマスツリーは毎年、市の姉妹都市であり世界一の規模のクリスマスツリーファームがあるカナダノバスコシア州ハリファックス市から寄贈されていた。
20メートルを越えるモミの木はイルミネーションに向けた装飾が施され、イベント期間中は点灯式とともに花火が打ち上げられる。ツリーが設置されているのは、函館市末広町にある金森赤レンガ倉庫群前の海上であり、函館湾に面する。クリスマスツリーが運搬されるのは例年11月27日である。ただし輸入時の事情で北海道産のトドマツを使われることもある。2003年（平成15年）は検疫の問題、2019年（令和元年）はハリケーンの影響、2023年（令和5年）は物流の問題である。
クリスマスツリーは「幸せを呼ぶもみの木」と呼ばれ、午後4時30分から午後5時45分までと、午後6時から深夜2時までの2回のイルミネーション点灯時間がある。22日から24日までと、金・土曜日は翌朝の7時まで点灯される。イベント最終日となる25日は午後8時までの点灯。点灯式が行われるのは期間中毎日午後6時からで、同時に花火が打ち上げられる。点灯式を行う点灯者は毎回違う人物であり、一般参加者のほかにこれまでNTTドコモ、株式会社エスイーシー（旧・南北海道電子計算センター）、JRAなどの企業が点灯式イベントに携わっている。

## 年表
- 1989年（平成10年） - 考案
- 2003年（平成15年） - 検疫の関係でもみの木が輸入できず、北海道産トドマツが代わりに使われる
- 2019年（令和元年） - ハリケーンの影響でもみの木が輸入できず、北海道産トドマツが代わりに使われる
- 2023年（令和5年） - 物流の問題でもみの木が輸入できず、海道産トドマツが代わりに使われる

## 内容
ステージショー
はこだてクリスマスファンタジーのイベント期間中にはツリーの点灯式のほか、様々なイベントが用意されている。オープニングセレモニーがイベント初日の夕方に開催される。クリスマス・キッズの合唱コンサート、12月23日・24日にはファンタスティック・イブとして各アーティストのコンサートなどを開催、25日最終日にはファイナルセレモニーとして、各種表彰式の後盛大な消灯式が行われる。期間中にはクリスマスファンタジー・イルミネーションコンテストが行われ、クリスマス用に装飾された市民の自宅の中で、どれが一番素晴らしいかを実行委員会が審査、上位3団体を表彰する。クリスマスファンタジー・ツリーコンテストも開催され、こちらは各々の参加者が制作した独自のクリスマスツリーが投票によって選ばれて表彰される。ボランティアたちがサンタクロースの着ぐるみを着て各イベント、及び会場内に登場するなどがあり、巨大なウォールアートも展示される。2023年（令和5年）にプロジェクションマッピングによる演出が導入された。
観光ツアー
期間中に、函館市元町地区の観光地をボランティアが案内する、「観光ボランティアガイドと歩く元町散策ツアー」も実施される。見学する観光地は旧函館区公会堂、旧イギリス領事館、元町公園、元町教会群、そしてはこだてクリスマスファンタジー会場である。料金は大人800円、学生以下は400円で、これらには各地入場料が含まれている。
飲食
地元飲食店による地産地消をテーマに道南の食材を１品以上使用した創作スープが販売されている（スープバー）。
物販
オリジナルグッズも会場インフォメーションで販売されており、ウォールアート・メッセージプレートやオリジナル記念切手、クリスマスツリーをかたどった光るピンバッジなどが主なアイテムである。
交通
イベント期間中は各ホテル間を走るクリスマスファンタジー無料送迎バスが毎日運行。函館市内からは有料の函館バスの路線バス「クリスマスファンタジー号」も運行された（2012年）。JR北海道では2014年に蒸気機関車牽引による「SLクリスマスファンタジー号（函館駅 - 大沼公園駅間）」が運行された。

## 問題
佐藤（2008）によるとスタート当初のような勢いに陰りがみられており、伸び悩み傾向がみられるとしている。昼間・鈴木（2021）によるとホテルの増加により人手不足の問題も起きている。2016年（平成28年）6月の宿泊施設従業員を含むサービスの職業の有効求人倍率は2.02倍で全職種平均の2倍に達した。